# Theodor von Oppolzer
Theodor von Oppolzer, avstrijski astronom in matematik, * 26. oktober 1841, Praga, Avstrijsko cesarstvo (sedaj Češka), † 26. december 1886, Dunaj, Avstro-Ogrska (sedaj Avstrija).

## Življenje in delo
Theodor von Opolzer je bil sin zdravnika Johanna Ritterja von Oppolzerja. Študiral je medicino na dunajski univerzi, kjer je leta 1865 doktoriral. Imel je tudi zasebni observatorij. Leta 1866 je začel na dunajski univerzi poučevati teoretično astronomijo in geodezijo. Leta 1875 so ga izbrali za rednega profesorja. V letu 1873 je postal predstojnik Avstrijskega geodetskega urada, leta 1886 pa so ga izbrali za predsednika Mednarodne geodetske zveze.
Imel je zelo dober spomin. Na pamet je menda znal 14.000 logaritmov. Leta 1868 je vodil odpravo opazovanja Sončevega mrka. Nato je izdelal zbirko Kanon mrkov (Canon der Finsternisse), ki je izšla leta 1887 pri Kraljevi akademiji znanosti na Dunaju. To je bila zbirka 8000 Sončevih in 5200 Luninih mrkov od leta 1200 pr. n. št. do leta 2161.
Napisal je več kot 300 člankov, kjer je največ obravnaval elemente tirov kometov in planetov.
Do svoje smrti je izpopolnjeval teorijo gibanja Lune. Tudi njegov sin Egon von Oppolzer je postal priznani astronom.

## Priznanja

### Poimenovanja
Po njem se imenuje udarni krater Oppolzer na Luni in asteroid glavnega pasu 1492 Oppolzer. Poleg tega se po njegovi ženi Celestini imenuje asteroid 237 Celestina, ter asteroida 153 Hilda in 228 Agata po njegovih dveh hčerah.